# Slidell
Slidell is een plaats (city) in de Amerikaanse staat Louisiana, en valt bestuurlijk gezien onder St. Tammany Parish.

## Demografie
Bij de volkstelling in 2000 werd het aantal inwoners vastgesteld op 25.695. In 2006 is het aantal inwoners door het United States Census Bureau geschat op 28.089, een stijging van 2394 (9.3%).

## Geografie
Volgens het United States Census Bureau beslaat de plaats een oppervlakte van 31,3 km², waarvan 30,5 km² land en 0,8 km² water. Slidell ligt op ongeveer 4 m boven zeeniveau.

## Plaatsen in de nabije omgeving
De onderstaande figuur toont nabijgelegen plaatsen in een straal van 32 km rond Slidell.